# Le Mari garçon
Pour plus de détails, voir Fiche technique et Distribution.
Le Mari garçon est un film français réalisé par Alberto Cavalcanti, sorti en 1933.

## Fiche technique
- Titre : Le Mari garçon
- Réalisation : Alberto Cavalcanti
- Scénario et dialogues : Paul Armont et Marcel Gerbidon, d'après leur pièce
- Pays d'origine :  France
- Production : Amax-Film
- Durée : 85 minutes
- Date de sortie : France, 28 avril 1933

## Distribution
- Jeanne Cheirel : Mme Champtermercier
- Jean Debucourt : Philippe
- Yvonne Garat : Marguerite
- Léon Belières : Champtermercier
- Mauricet : Jomelin
- Marcel Carpentier : le juge de paix